# Фробен Кристоф фон Хелфенщайн-Гунделфинген
Фробен Кристоф фон Хелфенщайн-Гунделфинген (на немски: Froben Christoph Graf von Helfenstein, Freiherr zu Gundelfingen; * 1573; † 4 декември 1622, Ензисхайм, Гранд Ест) е граф на Хелфенщайн, фрайхер на Гунделфинген, господар на Гомигниес, Мескирх, Вилденщайн и Фалкенщайн.

## Произход
Той е най-малкият син на полковник граф Георг II фон Хелфенщайн (1518 – 1573) и втората му съпруга Аполония фон Цимерн-Мескирх (* 1547; † 31 юли 1604), наследничка на господството Мескирх и замъците Вилденщайн и Фалкенщайн, дъщеря на автора на „Хрониката на графовете фон Цимерн“ граф Фробен Кристоф фон Цимерн-Мескирх (1519 – 1566) и Кунигунда фон Еберщайн (1528 – 1575).
Фробен Кристоф фон Хелфенщайн умира на 49 години на 4 декември 1622 г. в Ензисхайм в Гранд Ест и е погребан в Мескирх.

## Фамилия
Фробен Кристоф фон Хелфенщайн-Гунделфинген се жени на 1 ноември 1603 г. за графиня Мария фон Хелфенщайн-Визенщайг (* 26 март 1586; † 27 септември 1634, Констанц, погребана в Мескирх), дъщеря на граф Рудолф II фон Хелфенщайн-Визенщайг (1560 – 1601) и фрайин Анна Мария фон Щауфен († 1600). Те имат две деца:
- Георг Вилхелм фон Хелфенщайн (* 19 януари 1605; † 31 май 1627, Венеция), граф на Хелфенщайн, господар на Мескирх, Нойфра и Хайинген, женен на 16 октомври 1622 г. за графиня Еуфрозина Сибила фон Хоенцолерн-Зигмаринген (* 15 юни 1607; † 25 юли 1636)
- Йохана Елеонора фон Хелфенщайн (* 18 октомври 1606; † 28 юли 1629), наследничка на Мескирх, омъжена на 10 юни 1622 г. за граф Вратислаус II фон Фюрстенберг (* 1600; † 27 май 1642, Нойфра)